# 胡百全
胡 百全, CBE, JP（こ ひゃくぜん、英語: Woo Pak-chuen、1910年1月3日—2008年4月30日）は香港のソリシター、政治家。1945年に胡百全律師事務所を立ち上げ、九龍巴士、香港益力多の主席や廖創興銀行董事を歴任した。政治家としては、市政局民選議員および行政、立法両局の非官守議員を歴任し、1972年から1974年にかけては立法局首席非官守議員を務めた。
香港の引退芸能人である黄夏蕙は、若い頃に胡百全と知り合った。黄夏蕙は、二人が長年親密な関係を続け、六人の子供をもうけたと主張しているが、実際には正式な妻の地位はなく、胡百全には正妻がいた。胡百全は晩年、病状が悪化し、2004年以降長期入院することとなった。黄夏蕙は、胡百全の正妻の子供たちによって見舞いを阻まれたと主張し、その後、法廷によって胡百全への面会を禁じる命令が下された。この件は長期間にわたり争われたが、最終的に円満な解決には至らなかった。

## 生涯

### 生い立ち
胡百全は1910年1月3日に香港で生まれ、祖籍は広東省仏山市三水である。祖父は胡礼垣、父は香港の富商として知られた胡禧堂太平紳士である。禧堂はかつてスワイヤーの買弁を務め、何東爵士とともに内河船運業を共同経営していた。また、華商総会総理も務め、1930年代には青洲英泥や香港大酒店の株を購入し、莫大な財産を築いた。しかし、1932年6月17日、禧堂は次男の百禄とともに、甥の陳霖福によって不可解な形で銃殺された。百禄の死後、彼の遺産は当時の価値で700万香港ドルにのぼった。その遺産は禧堂の遺志に基づき基金として運用され続け、2004年の時点で約35億香港ドルにまで増加した。そのうち、胡百全が10分の1を相続することとなり、彼の取り分は約3.5億香港ドルと推定されている。
禧堂には六男五女の子女がおり、百全は父の二番目の妾の子として生まれた。その弟には、胡百富太平紳士（1911年－1976年）がいる。百富は医師であり、1956年から1969年まで市政局民選議員を務めた。その息子である胡健維医師は、公民党の元主席であり、大律師である余若薇の夫である。また、百全の姉である胡紫霞は、李国宝および李国章の母であり、百全は彼らの叔父にあたる。
胡百全は1924年に聖若瑟書院に入学し、1928年に卒業後、胡恒錦律師事務所で実習を行った。その後英国へ渡り、アイリス法律事務所で研鑽を積み、1934年から1937年にかけてロンドン大学キングス・カレッジに在籍した。1937年に法学士を取得し、1939年には「英国および中国の家族法の比較」論文で法学博士（Ph.D.）の学位を取得した。同年、英国で事務弁護士資格を取得し、法学博士号を持つ最初の香港人となった。1940年に香港へ戻り弁護士として開業し、1945年10月に胡百全律師事務所を設立し、パートナーとして事務所を運営した。同時に香港政庁から兼任で租務法廷の裁判官として任命された。1951年には、国際公証人としての認定資格も取得した。胡百全律師事務所は創業当初、わずか7名のスタッフで運営されていたが、2008年には100名のスタッフと13名のパートナーを擁する香港有数の法律事務所へと成長した。

### 政治家として
胡百全はかつて香港革新会の主要メンバーの一人であり、副主席を務めた。1953年に市政局民選議員に当選し、1955年には革新会の代表として再選を果たした。しかし、1957年の三度目の再選を目指した選挙では落選した。市政局在任中、胡は屋宇建設委員会委員を務めたほか、泳池泳灘小組委員会、貿易小組委員会、改編法例小組委員会などの主席を歴任した。
市政局に参画した後、胡は香港政庁の法律修正委員会、最高法院法例委員会、公務員銓敘委員会、医務発展及計劃委員会の委員など、さまざまな公職を歴任した。1964年から1974年にかけて、胡は立法局の非官守議員に任命され、財務委員会の委員および主席、人事委員会の主席などを務めた。また、1972年から1974年には同局の首席非官守議員を務めた。さらに、1972年には香港総督のサー・クロフォード・マレー・マクレホースにより行政局非官守議員に任命され、1976年に任期を終えて退任した。その際、英女王エリザベス二世の許可を受け、退任後も終身にわたり立法局および行政局議員に付与される敬称「閣下（Honourable）」を使用することが認められた。
上述の公職に加え、胡は聖若瑟書院旧生会会長、自由車公会会長、児童安置所会長、公衆図書館委員会主席、保護児童会会長、高等教育委員会委員、教育委員会主席、電話服務諮詢委員会主席、地方稅細則設立及修正委員会委員などの公職を歴任した。また、1959年から1960年まで香港律師会会長、1968年から1977年まで民衆安全服務隊処長を務めた。
胡百全は香港中文大学・聯合書院の重要人物であり、1972年5月に馮秉芬爵士の後任として聯合書院校董会主席に就任し、1983年11月に邵逸夫爵士に引き継がれるまで務めた。その後、香港中文大学校董会の校董に就任し、1988年12月には永久校董に選出された。さらに、1988年12月5日からは香港大学の終身校董を務めた。
胡百全は社会的な公職への熱意を称えられ、1955年6月6日に香港政府から非官守太平紳士（JP）に任命され、紳士法廷の法官も兼任した。その後、1963年に英国王室より大英帝国勲章（OBE）、1973年に大英帝国勲章（CBE）を授与された。

### 実業家として
商業界において、胡は長年にわたり九龍巴士の非執行董事、廖創興銀行の独立非執行董事を務めた。また九龍巴士、香港益力多乳品有限公司、美居集団有限公司、享隆地産投資有限公司の主席も務めたほか、新鴻基證券、太古地産、新城市地産等多くの企業で董事を務めた。

### 晚年
晩年には公の場から次第に退いていき、2002年に心臓病を発症した。2004年には病状が悪化し、九龍バスおよび廖創興銀行の董事職を辞任せざるを得なくなった。その後、彼は瑪麗病院で治療を受けていたが、病状は改善せず、次第に悪化していった。2008年4月30日の午後6時、静かに亡くなった。享年98歳であった。胡の死後、家族は5月3日に私的な追悼式を行い、遺体はその後歌連臣角火葬場で火葬された。

## 家庭
胡は若い頃、元配である馮本芳（？－1995年12月17日）と結婚したが、当初は正式に登録されていなかった。二人は1978年になってようやく結婚の登録手続きを行った。胡百全と元配との間には二女一子があり、それぞれ胡秀雯、胡禮維、胡秀霞という名前である。
元配の他、胡は1951年に当時の女優である黄夏蕙と知り合い、1953年から親密な関係を築き始めた。黄によると、彼女と胡は夫婦関係にあり、胡百全に正式な妻がいることを知りながらも、名分を気にせずに一緒に跑馬地山村道で同居していた。黄はさらに、二人の間に二女四子が誕生したと主張しており、その名前は胡蓮娜、胡禮賢、胡禮明、胡雲妮、胡禮信、胡禮智である。長女の胡蓮娜は九龍巴士と龍運巴士の代行董事兼公司秘書であり、載通国際の公司秘書でもある。九龍巴士の年次報告書でも、胡蓮娜は胡百全の娘として紹介されている。
黄によれば、胡との関係は長年にわたって続いており、胡は毎月10万元の家計を彼女に支払っていた。1978年には、胡百全と黄夏蕙が「夫妻」として彼女の契女である黄泳倫のために結婚披露宴を開催したが、胡の正妻とその家族が法廷に申し立てを行い、二人が「夫婦」として宴を開くことを禁止するよう求めた。
黄はまた、胡が1980年に契約を結び、彼女が胡の先父である胡禧堂の遺した基金から利息を受け取ることを許可したと述べている。また、彼女の6人の子供は将来、胡家の相続分配の際に合計で2億3000万以上を受け取ることができるとしている。
胡百全が2004年に病状が悪化して長期入院して以来、2004年5月の母の日に一度だけ面会が許可された以外、黄は何度も瑪麗病院を訪れたが、面会を拒否されていた。また、病院で胡家の正室の長女である胡秀雯と口論になったこともあった。入院後、胡は黄への毎月10万元の生活費の支払いを停止し、2004年8月には黄が病院に無断で訪れることを禁じる訴訟を起こした。しかし、黄は禁制令が胡個人の意向ではないと反論し、胡が病院から彼女に電話をかけて「自由を失ったと感じているので、どうにかして助けてほしい」と伝えてきたと主張した。
報道によると、胡は黄の他にも上海の歌手である韓菁清や名媛の梁鳳とも交際していた。一方で、黄は自身が胡を最も愛していると主張し、二人の関係が常に真心で結ばれていると語っている。
胡百全は香港で活動するフリーメイソン華人会員であった。

## 栄典

### 受勲
- J.P. （1955年6月6日）
- O.B.E. （1963年）
- C.B.E. （1973年）

### 名誉学位
- 栄誉法学博士
  - 香港中文大学 （1974年 アーカイブ 2008年4月12日 - ウェイバックマシン）

### 胡に因んで命名された事物
- 百全堂：香港中文大聯合書院内の走讀生舍堂。

## 注
1. 1 2 3 4 5 6  Kevin Sinclair, ed (1988). Who's who in Hong Kong (4 ed.). Who's Who in Hong Kong Ltd.、Asianet Information Services Ltd.. p. 428
2. ↑  Choa, Gerald Hugh, The Life and Times of Sir Kai Ho Kai: A Prominent Figure in Nineteenth-century Hong Kong. Hong Kong: Chinese University Press, 2000, p.27.